# 角倉邦彦
角倉 邦彦（すみのくら くにひこ、1890年〈明治23年〉6月19日 - 1981年〈昭和56年〉12月18日）は、日本の医化学者、農学博士（北海道帝国大学）。
専門は有機微量分析。蛋白質研究の権威。

## 経歴
東京出身。1915年東北帝国大学農科大学（現・北海道大学）農芸化学科卒業。1915年東北帝国大学農科大学助手。その後、鳥取高等農業学校農芸化学科教授、東京農業大学予科専任講師、東京農業大学予科教授を経て、1925年東京農業大学農学部専任講師。1927年鳥取高等農業学校教授。1929年5月論題「日本産漆の酸化酵素ラクセーゼに就て」で北海道帝国大学にて農学博士受く。1942年鳥取高等農林学校教授。1944年から1949年まで鳥取農林専門学校の3代校長を務めた。1949年鳥取大学農学部教授。1956年鳥取大学名誉教授。共立女子大学家政学部教授。1961年山脇学園短期大学家政科教授。1966年山脇学園短期大学退職。
1914年には東北帝国大学農科大学（現・北海道大学）山岳部パーティーと共に冬季富士山の初登頂に成功している。

## 家系・家族
父は角倉賀道で、豪商・角倉了以の子孫にあたる。娘の文子は千住鎮雄と結婚し、千住博、千住明、千住真理子を育てた。

## 著書
- 『分析化学総論　上・下巻』（義賢堂、1934年初版/1940-1941年再訂版）
- 『分析化学』（実業教科書、1947年）